# 中共中央港澳工作办公室
中国共产党中央委员会港澳工作办公室，通称中共中央港澳工作办公室，简称中央港澳办，是中国共产党中央委员会主管对香港、澳门工作的办事机构，负责协助中共中央总书记和中央港澳工作领导小组成员办理港澳事务。
中央港澳办承担在贯彻“一国两制”方针、落实中央全面管治权、依法治港治澳、维护国家安全、保障民生福祉、支持港澳融入国家发展大局等方面的调查研究、统筹协调、督促落实职责。

## 历史
2023年3月16日，根据中共中央印发的《党和国家机构改革方案》，组建中央港澳工作办公室，在国务院港澳事务办公室基础上组建，作为党中央办事机构，保留国务院港澳事务办公室牌子，不再保留单设的国务院港澳事务办公室。

## 职责
根据《中共中央港澳工作办公室职能配置、内设机构和人员编制规定》，中央港澳办承担下列职能：
1. 贯彻执行“一国两制”、“港人治港”、“澳人治澳”、高度自治方针，坚持依法治港治澳，执行宪法和香港特别行政区基本法、 澳门特别行政区基本法，落实“爱国者治港”、“爱国者治澳”原则，维护国家主权、安全、发展利益，促进港澳长期繁荣稳定。
2. 加强港澳工作的统筹协调、督促落实，组织开展对重大问题的调查研究，提出政策建议。
3. 组织研究起草涉港澳有关法律法规草案并提出立法建议，就基本法等涉港澳重要法律实施涉及的相关法律问题研究提出意见。
4. 支持特别行政区行政长官和特别行政区政府依法施政，推动建立完善特别行政区同宪法、基本法实施相关的制度和机制。
5. 研究提出健全特别行政区行政长官对中央政府负责的制度、完善中央对特别行政区行政长官和主要官员的任免制度和机制的措施建议。
6. 协调有关部门研究拟订支持港澳发展经济、保障民生福祉等方面的政策建议并推动落实。
7. 组织落实特别行政区维护国家安全的法律制度和执行机制工作。
8. 协调涉港澳宣传工作，依法管理港澳新闻机构驻内地记者站和记者。
9. 协助特别行政区加强宪法和基本法以及国家安全法教育、国情教育、中国历史和中华文化教育，增强港澳社会的国家意识和爱国精神。
10. 负责内地与特别行政区政府和特别行政区行政长官的官方交往和工作联系，协调推动有关部门和地方加强与港澳交流合作，指导和管理内地与港澳因公往来有关事务。对中央驻港澳机构提出的有关事宜提供意见、建议和工作协助。
11. 完成党中央交办的其他任务。

## 机构设置
根据《中共中央港澳工作办公室职能配置、内设机构和人员编制规定》，中央港澳办设置下列机构：

### 内设机构
- 秘书局
- 一局
- 二局
- 三局
- 四局
- 五局
- 六局
- 七局
- 八局
- 机关党委（干部局）

### 直属事业单位
- 港澳研究所
- 机关服务中心
- 信息中心

## 历任领导
中共中央港澳工作办公室（国务院港澳事务办公室）
| 主任 1. 夏宝龙（2023年7月－，原副國級） 分管日常工作的副主任（常务副主任） 1. 周霁（2023年7月－2025年5月，正部长级） 2. 徐启方（2025年7月－，正部长级） | 副主任 - 杨万明（2023年7月－2023年8月） - 王灵桂（2023年7月－） - 鄭雁雄（2023年7月－2025年5月，香港中联办主任兼） - 郑新聪（2023年7月－，澳门中联办主任兼） - 农融（2024年2月－） - 周霁（2025年5月－，香港中联办主任兼） 室务会成员 - 施克辉（2023年7月－2025年3月，驻办纪检监察组组长兼） - 向斌（2023年7月－，兼秘书行政司司长） |

注：中共中央港澳工作办公室主任、副主任、室务会成员由中共中央任免，国务院相应任免国务院港澳事务办公室主任、副主任、室务会成员。中共中央任免日期比国务院任免日期早。以上仅列国务院任免日期。

## 驻办纪检监察组
中央纪律检查委员会国家监察委员会驻中共中央港澳工作办公室纪检监察组，简称中央纪委国家监委驻中央港澳办纪检监察组，是中国共产党中央纪律检查委员会、中华人民共和国国家监察委员会设在中共中央港澳工作办公室（国务院港澳事务办公室）的副部级派驻机构。

### 沿革
2013年11月中共十八届三中全会《中共中央关于全面深化改革若干重大问题的决定》要求：“全面落实中央纪委向中央一级党和国家机关派驻纪检机构，实行统一名称、统一管理。派驻机构对派出机关负责，履行监督职责。”2014年12月，中共中央制定出台《关于加强中央纪委派驻机构建设的意见》，为派驻全覆盖确定了时间表和路线图。2015年1月，经中共中央审批同意，中央纪委在中央办公厅、中央组织部、中央宣传部、中央统战部、全国人大机关、国务院办公厅、全国政协机关新设7家派驻机构，其中除全国人大机关、全国政协机关实行单独派驻外，其余5家实行综合派驻，共涵盖53个部门和单位。2015年3月下旬，中央纪委首次向这7家党和国家重要部门派驻纪检组。2015年4月，中央纪委驻国务院办公厅纪检组正式入驻国务院办公厅，负责归口监督国务院办公厅、国务院参事室、国家机关事务管理局、国务院港澳事务办公室、国务院法制办公室、国务院研究室、国务院发展研究中心、国家行政学院、国家信访局9家单位。2015年4月13日，驻国办纪检组召开第一次组长办公会议；4月20日召开第一次全组会议。2016年1月，中央纪委决定，组建中央纪委驻国务院港澳事务办公室纪检组，归口监督国务院港澳事务办公室、中央人民政府駐香港特別行政區聯絡辦公室、中央人民政府駐澳門特別行政區聯絡辦公室的紀檢监察工作。2018年，中央纪委驻港澳办纪检组更名为中央纪律检查委员会国家监察委员会驻国务院港澳事务办公室纪检监察组。2023年3月，驻港澳办纪检监察组相应更名为中央纪律检查委员会国家监察委员会驻中共中央港澳工作办公室纪检监察组。

### 历任领导
组长
1. 施克辉 二级副总监察官（2023年7月－2025年3月）
2. 耿长有（2025年3月－）